# Erling Hanson
Erling Hanson, född 1 maj 1888 i Kristiania (nuvarande Oslo), död 16 augusti 1978, var en norsk skådespelare.
Hanson inledde sin filmkarriär i Tyskland där han medverkade i åtta stumfilmer 1920–1924. Mellan 1941 och 1944 medverkade han i fem norska filmer.

## Filmografi
- 1920 – Blad ur Satans bok
- 1920 – Anna Boleyn
- 1921 – Das Geheimnis der Mumie
- 1921 – Treibende Kraft
- 1921 – Die sterbende Stadt
- 1921 – Des Lebens und der Liebe Wellen
- 1924 – Der Sprung ins Leben
- 1924 – Der Mann um Mitternacht
- 1941 – Hansen og Hansen
- 1941 – Gullfjellet
- 1942 – Det æ'kke te å tru
- 1943 – Den nye lægen
- 1944 – Kommer du, Elsa?